# محمد عبد الله (مدرب كرة قدم)
محمد عبدالله محمد علي بوصخر (1 يناير 1953 - 20 ديسمبر 2022) لاعب ومدرب كرة قدم كويتي سابق.

## عن حياته
ولد محمد عبد الله محمد علي بوصخر في الكويت وتحديدًا في منطقة الرميثية في عام 1953، وبدأ مسيرته الرياضية عندما برز في مدرسة الرميثية المتوسطة ثم انضم لنادي الكويت موسم 1968/1969 مع أصدقائه وأفراد عائلته، وشارك في أول مباراة رسمية مع فريق تحت 20 سنة أمام نادي الشباب، وسجِل أول هدف في مرمى اليرموك بالدرجة الأولى موسم 1969/1970 وفاز ناديه 2-1 وحصلوا على بطولة الدوري العام، واختير دوليًا في دورة الشباب بالأحواز تحت 20 سنة عام 1973، وكانت أهم مراحل حياته الرياضية كلاعب عندما سجّل أهم الاهداف في نهائيات كأس الأمير مع نادي الكويت، حيثُ سجل هدف في نهائي كأس الأمير 1975/1976، كما سجّل هدف في نهائي كأس الأمير 1977/1978 وأيضًا هدف في نهائي كأس الأمير 1979/1980.

## مسيرته مدربًا

### نادي الكويت
تولى محمد عبد الله مهمة الإشراف على الجهاز الفني للفريق كرة القدم بنادي الكويت عشر مرات، بدايتها كانت في عام 2004، وكان آخرها خلفًا للمدير الفني آنذاك هوبير فيلود، وذلك بعد فسخ تعاقد هوبير مع النادي بالتراضي بين الطرفين، وقد حقق محمد عبد الله مع نادي الكويت ألقاب كثيرة، كان أبرزها كأس الاتحاد الآسيوي، وكان شريكًا في حصد اللقب مرتين من أصل ثلاثة ألقاب حققها الفريق.

## حياته الشخصية
كان محمد عبد الله متزوجًا وأنجب 4 بنات وولد، وعمل موظفاً في الإدارة العامة لجمارك المطار حتى تقاعده. 
1. للمدرب الوطني الراحل محمد عبدالله بوصخر ابنة كبرى تُدعى تهاني، وذكره المارشال ابنته في عدة مقابلات وقال "تهاني بشرت بالفوز للعميد " وتهاني  لديها ثلاثة أبناء: ولدان وبنت.  أحد أحفاد المدرب، وهو ابن ابنته تهاني الصغير، يُدعى محمد، وتم تسميته على اسم جده الراحل، وهو حاليًا حارس مرمى في نادي الكويت لفئة الشباب.  وكان محمد حفيده دائمًا حاضرًا في الملاعب لتشجيع جده، وكان يقتدي به كثيرًا.  وذكر المارشال محمد عبدالله بأن حفيده محمد هو “وجه الخير” لنادي الكويت

## وفاته
تُوفي محمد عبد الله في صباح تاريخ 20 ديسمبر 2022.